# Ivo Banič
Ivo (Ivan Drago) Banič, slovenski politik, menedžer-ekonomist in gospodarski politik, * 26. oktober 1932, † 2020
Med 19. februarjem 1993 in 1. februarjem 1995 je bil državni sekretar Republike Slovenije na Ministrstvu za gospodarske dejavnosti Republike Slovenije.